# Grec démotique
Pour les articles homonymes, voir Grec et Démotique.

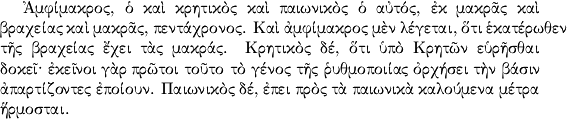
Texte en grec démotique.

Le grec démotique ou la dimotikí (δημοτική /ðimotiˈki/, littéralement « (langue) populaire », « démotique ») est la forme standard du grec moderne. C’est une variante vulgaire (au sens linguistique, c’est-à-dire la langue du peuple, des usages courants et quotidiens) du grec, qui commence à être utilisée dans la langue littéraire à partir du XIXe siècle et à être enseignée à l’école au début du XXe siècle.
Elle est issue de la koinè d’Athènes et a été formalisée en 1941 par le grammairien Manólis Triantafyllídis. Depuis 1976, elle a accédé au statut de forme officielle du grec en Grèce, au détriment de la katharévousa. Depuis 1982, enfin, elle s’écrit — toujours avec l’alphabet grec — au moyen du système monotonique, lequel est officiel en Grèce.